# Средневековье (фильм)
 «Средневековье» (ориг. чеш. Jan Žižka — «Ян Жижка» или «Воин Бога», в англоязычном прокате — Medieval) — чешский фильм в жанре историко-военной драмы режиссёра Петра Якла. В основе сюжета — история Яна Жижки, полководца и вождя гуситов, который, как считается, не проиграл ни одной битвы. Самый дорогой чешский фильм в истории. Премьера в России, Чехии и США состоялась осенью 2022 года.

## Сюжет
Действие фильма начинается в конце XIV века и завершается до начала гуситских войн (1419—1434). Ян Жижка ещё молод и мало известен. В качестве предводителя собственного наёмного отряда он принимает участие в феодальных распрях Священной Римской империи, вступив в неравное противоборство со своими знатными соседями-интриганами Рожмберками (Розенбергами). Это — драматическая история о том, как простой чешский рыцарь завоевал себе авторитет у простого народа, став знаменитым полководцем.

## В ролях
- Бен Фостер — Ян Жижка
- Майкл Кейн — пан Бореш
- Тиль Швайгер — Розенберг
- Уильям Моусли — Ярослав, брат Яна
- Мэттью Гуд — Сигизмунд (император Священной Римской империи)
- Софи Лоу — Катерина
- Карел Роден — Вацлав IV
- Роланд Мёллер[англ.] — Торак
- Ондржей Ветхий — Ондржей
- Марек Вашут — дворецкий Вацлава
- Ян Бударж — Матей
- Винценц Кифер — Конрад
- Магнус Самуэльсон — Ларс
- Вернер Ден — Ульрих
- Алистер Браммер — Фредди
- Дженнифер Армор
- Шон Коннор Ренуик
- Дэвид Боулз
- Кристофер Рай
- Кевин Бернхардт — капитан Мартин
- Роман Шебрле — Хавьер
- Давид Свобода — наёмник
- Рудольф Край — наёмник
- Петр Вагнер — рыцарь
- Алишер Фахриев — наёмник
- Бенни Кристо — наёмник
- Лукаш Крпалек — крестьянин
- Даниэль Вавра — крестьянин
- Петр Якл  — крестьянин

## Производство
В 2013 году Петр Якл объявил, что собирается снять фильм о Яне Жижке с бюджетом около 85 млн чешских крон.
В августе 2018 года стало известно, что Яна Жижку сыграет американский актёр Бен Фостер. В следующем месяце на роль вымышленного персонажа лорда Бореша был утверждён английский актёр Майкл Кейн. В ноябре того же года стало известно, что Мэттью Гуд сыграет роль императора Священной Римской империи Сигизмунда I.
13 сентября 2018 года фильм был официально анонсирован. Тогда же стало известно, что его бюджет составит 500 млн чешских крон.
Съёмки начались 17 сентября 2018 года вблизи Праги и продолжались там до октября 2018 года. Впоследствии съёмки проходили в центральной и южной Богемии и в различных чешских замках, в том числе в Кршивоклате, и завершились в декабре 2018 года.

## Тематика
В основе сюжета картины — юность известного гуситского полководца Яна Жижки, одного из самых успешных военачальников своего времени. Постановщик Петр Якл, который был известен кинозрителям, в частности, благодаря популярному на родине триллеру «Каинек» об известном чешском заключённом-беглеце, заявил, что хочет привлечь внимание мировой аудитории к чешской культуре, и поэтому на этот раз выбрал для экранизации биографию известнейшего национального героя Чехии. В отличие от других авторов, Якл остановился на раннем периоде жизни Жижки, чтобы зрители увидели, как формировалась личность героя. В то же время это позволило ему сделать фильм отличным от работ его предшественников, в которых основное внимание уделялось прославленному гуситскому периоду жизни Жижки. Якл признался, что, хотя он и старался быть верным фактам, сотрудничая с чешским историком Ярославом Чехурой, не считал строгое следование им более важным, чем общее впечатление, тем более что многие факты ранней биографии Жижки неизвестны вообще или являются предметом споров среди историков. Таким образом, в сюжет в числе прочего была добавлена история любви.